# درگیری داعش و طالبان
درگیری داعش و طالبان یک درگیری مسلحانه مداوم بین داعش و طالبان در افغانستان است. این درگیری، زمانی تشدید شد که ستیزه‌جویان وابسته به داعش خراسان، عبدالغنی، یکی از فرماندهان ارشد طالبان را در ولایت لوگر در ۲ فوریه ۲۰۱۵ کشتند. از آن زمان، طالبان و داعش خراسان، بر سر کنترل قلمرو، عمدتاً در شرق افغانستان، وارد درگیری شده‌اند، اما درگیری‌ها بین طالبان و هسته‌های داعش در شمال غربی و جنوب غربی نیز رخ داده است.

## جدول زمانی

### ۲۰۱۵
در ۱۱ نوامبر ۲۰۱۵، جنگ بین گروه‌های مختلف طالبان در استان زابل افغانستان درگرفت. جنگجویان وفادار به اختر منصور ، رهبر جدید طالبان، با گروهی طرفدار داعش به رهبری ملا منصور دادالله شروع به مبارزه کردند. جناح دادالله در جریان درگیری‌ها از داعش حمایت کرد و جنگجویان داعش از جمله جنگجویان خارجی از چچن و ازبکستان نیز در کنار دادالله در جنگ شرکت کردند. دادالله و داعش سرانجام توسط نیروهای منصور شکست خوردند. به گفته غلام جیلانی فرحی، مدیر امنیت محلی زابل، بیش از ۱۰۰ جنگجو از هر دو طرف در جریان درگیری‌ها کشته شدند.

### ۲۰۱۶
در مارس ۲۰۱۶، گروه‌های طالبان مخالف منصور به رهبری محمد رسول شروع به مبارزه با وفاداران او در این گروه کردند. در جریان درگیری‌ها، ده‌ها نفر کشته شدند.

### ۲۰۱۷
در ۲۶ آوریل ۲۰۱۷، درگیری پس از آن صورت گرفت که داعش ۳ فروشنده مواد مخدر را که در فروش تریاک برای طالبان در ولایت جوزجان دست داشتند، دستگیر کرد. سخنگوی پلیس ملی افغانستان با بیان اینکه طالبان در پاسخ به داعش حمله کردند، گفت: درگیری زمانی آغاز شد که گروهی از طالبان مسلح به شبه نظامیان داعش حمله کردند تا سه قاچاقچی مواد مخدر را که برای پرداخت ۱۰ میلیون افغانی [۱۴٬۷۸۰ دلار] به طالبان برای توافق به اینجا آمده بودند، آزاد کنند. " ذبیح‌الله مجاهد سخنگوی طالبان نیز بدون ارائه جزئیاتی در مورد ماهیت این جنگ و دلایل آن تأیید کرده بود که درگیری‌ها با داعش در آن زمان ادامه دارد.
در ۲۴ مه ۲۰۱۷، درگیری ای بین طالبان و داعش رخ داد که در آن زمان گزارش شده بود که بزرگ‌ترین درگیری بین این دو با ۲۲ کشته بوده است که به گفته یک مقام طالبان ۱۳ نفر از آنها جنگجویان داعش و ۹ جنگجوی طالبان بوده‌اند. این درگیری‌ها در نزدیکی مرز ایران با افغانستان رخ داد. طالبان به اردوگاه داعش در این منطقه حمله کرده بودند، یکی از فرماندهان داعش که قبلاً عضو طالبان بود، گفت که توافقنامه ای بین طالبان و داعش وجود دارد که تا زمانی که گفت وگو برقرار است به یکدیگر حمله نکنند، این فرمانده مدعی شد که طالبان توافق را نقض کرده و به اردوگاه داعش حمله کرده است. فرمانده داعش همچنین مدعی شد که این حمله با ارتش ایران هماهنگ شده است و ایرانیان در حال فیلمبرداری از جنگجویان کشته شده داعش هستند. جناح منشعب شده طالبان فیدایی محاذ نیز از طالبان به دلیل رابطه با ایران انتقاد کرده است. گزارش شده است که طالبان چند روز قبل از نبرد با مقامات ایرانی ملاقات کرده و مسائل منطقه ای را مورد بحث قرار داده‌اند. سخنگوی فیدایی محاذ مدعی شد که این ملاقات به درخواست طالبان برگزار شد زیرا از گسترش داعش در این کشور که دولت ایران را هم نگران کرده است خسته شده است. این سخنگو همچنین گفت که طالبان ۳ میلیون دلار پول نقد، ۳۰۰۰ سلاح و ۴۰ کامیون و مهمات از سرویس‌های اطلاعاتی ایران برای مبارزه با داعش در نزدیکی مرز ایران دریافت کردند، اگرچه سخنگوی طالبان این ادعاها را رد کرد.

### ۲۰۱۸
در ۲۰ ژوئن ۲۰۱۸، پس از مذاکرات بین دولت روسیه و طالبان، الیس ولز، دستیار وزیر امور خارجه آمریکا، موضع دولت روسیه در قبال طالبان را که شامل حمایت از این گروه در برابر داعش می‌شد، محکوم کرد و اعلام کرد که این امر به طالبان مشروعیت می‌بخشد و حکومت به رسمیت شناخته شده افغانستان را به چالش کشیده است. دولت.
در ژوئیه ۲۰۱۸، طالبان حمله ای را علیه داعش در استان جوزجان آغاز کردند، طالبان طبق گفته فرمانده داعش تسلیم شده، ۲۰۰۰ نفر را برای حمله به داعش جمع‌آوری کرده بود، جنگجویان جنبش اسلامی ازبکستان که با داعش بیعت کرده بودند نیز در کنار داعش علیه طالبان می‌جنگیدند. در طول این ستیز ۳۵۰۰ تا ۷۰۰۰ غیرنظامی آواره شدند. در پایان ماه ژوئیه، عملیات داعش در منطقه به دو روستا کاهش یافت، در پاسخ آنها از دولت افغانستان درخواست حمایت کردند و همچنین موافقت کردند که در ازای حمایت از طالبان، سلاح‌های خود را زمین بگذارند. نیروی هوایی افغانستان بعداً در ازای تسلیم شدن داعش در منطقه، حملات هوایی علیه طالبان انجام داد، توافق بین دولت افغانستان و داعش پس از آن بحث‌برانگیز شد.
در اوت ۲۰۱۸، در جریان مذاکرات بین حکومت آمریکا و طالبان در دوحه، طالبان درخواست کرده بود که حملات هوایی آمریکا به طالبان متوقف شود و همچنین برای مبارزه با داعش از این گروه حمایت کند.

### ۲۰۱۹
در ۲۲ ژوئن ۲۰۱۹، درگیری در طالبان و داعش در کنر توسط یک مقام دولتی افغانستان گزارش شد. این مقام همچنین اظهار داشت که ارتش افغانستان برخی از جنگجویان داعش را در این منطقه کشته‌اند و طالبان نیز در این منطقه فعال هستند.
در ۲۹ ژوئن ۲۰۱۹، داعش عکس‌های سلاح‌های گرفته شده از طالبان را منتشر کرد. در همان روز داعش ویدئویی از تجدید بیعت رزمندگانش با ابوبکر البغدادی منتشر کرد، در این ویدئو رزمنده‌ها از طالبان برای مشارکت در مذاکرات صلح انتقاد کردند و از جنگجویان طالبان خواستند که به داعش بپیوندند.
در ۱ اوت ۲۰۱۹، خبرگزاری اعماق ادعا کرد که داعش ۵ تن از اعضای طالبان را در جریان درگیری‌ها در کنر کشته است.
در ۱ اکتبر ۲۰۱۹، داعش ادعا کرد که ۲۰ جنگجوی طالبان را در تورا بورا کشته و زخمی کرده است.

### ۲۰۲۱
در ۲۶ اوت ۲۰۲۱، دو حمله انتحاری در نزدیکی دروازه اَبی در میدان هوایی بین‌المللی حامد کرزی در کابل، افغانستان رخ داد. این حملات چند ساعت پس از آن صورت گرفت که وزارت خارجه ایالات متحده به آمریکایی‌های خارج از فرودگاه اعلام کرد به دلیل تهدید تروریستی آنجا را ترک کنند. در این حملات دست کم ۷۲ نفر کشته شدند که ۱۳ نفر از آنها سرباز آمریکایی بودند.